# Kiels universitet

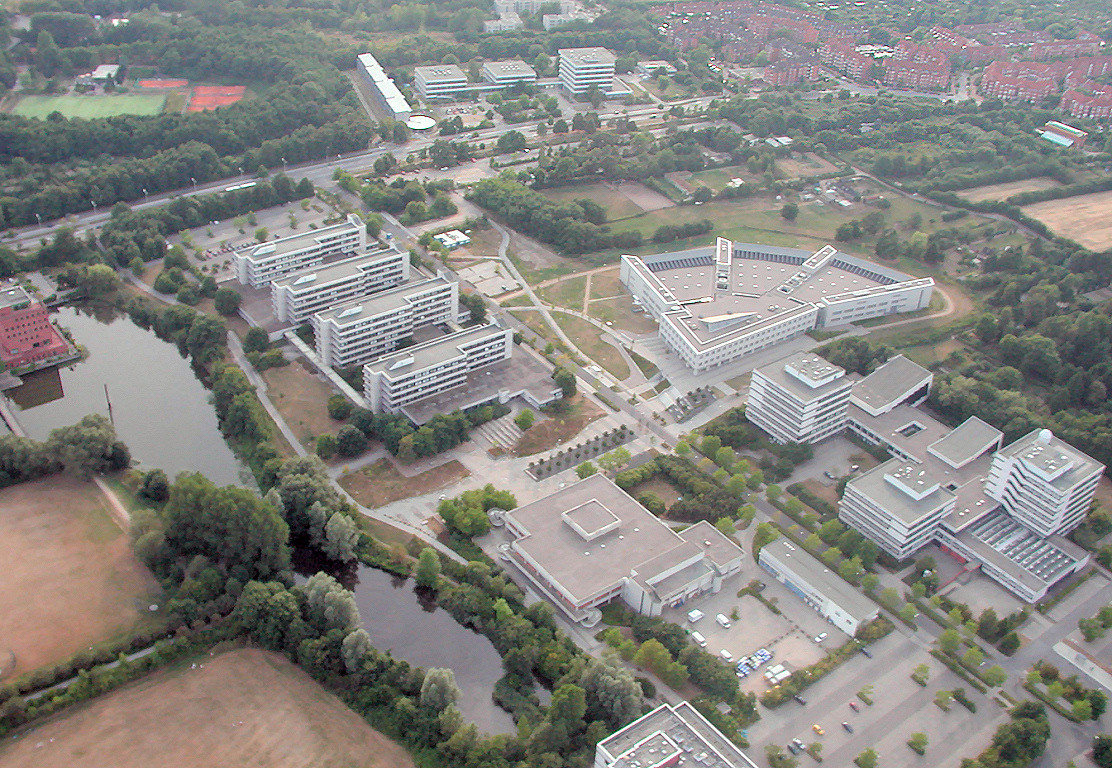
Christian-Albrechts-Universitetet.

Christian-Albrechts-Universität zu Kiel (CAU) är ett universitet i Schleswig-Holstein. Universitetet grundades 1665 av hertig Kristian Albrekt av Holstein-Gottorp.

## Överblick
På höstterminen 2011/12 fanns där 24.189 studenter inskrivna varav 53% var kvinnor och 7,4% utländska medborgare. Den största delen kommer från Östersjöområdet (22,1%). 27,5% av utländska medborgare kommer från Asien/Australien, varav 8,2% kommer från Kina.
2010 jobbade 3.328 personer direkt hos CAU. Därtill kommer 5.600 medarbetare hos universitetets sjukhus (Universitätsklinikum Schleswig-Holstein) i Kiel. 
På CAU finns åtta fakulteter med 111 utbildningslinjer. Tredjepartsfinansiering omfattade 2010 113,3 miljoner euro varav 26,2 miljoner tillhörde universitetets sjukhus. Instituterna ligger uppdelade på tre ställen. Huvuddelen ligger nordväst i Kiel vid Olshausenstraße. Universitets sjukhus ligger mitt i stan mellan Brunswiker Straße, Feldstraße, Schwanenweg och Düsternbrooker Weg. På östra sida av Kiels hamn ligger Tekniska Fakulteten med nanolaboratoriet.
Vårje månad kommer den oberoende universitetstidningen DER ALBRECHT ut.